# Аминторе Фанфани
Аминторе Фанфани (на италиански: Amintore Fanfani) е италиански политик (фашист, после християндемократ), председател на Общото събрание на ООН от 21 септември 1965 до 20 септември 1966 г.
Той е сред доминиращите фигури в политическата сцена на Италия през XX век – 5 пъти председател на Съвета на министрите на Италия, министър (на външните и на вътрешните работи, на бюджета, на труда и на земеделието), член на Християндемократическата партия (ХДП), теоретик на фашизма.

## Биография
През периода 1926 – 1930 г. учи във Факултета по икономически и социални науки на Католическия университет „Пресвето Сърце Исусово“ в Милано. От 1932 г. е асистент, после доцент в същия университет. Междувременно преминава военно обучение в Сполето и получава военно звание младши лейтенант. Ръководител на катедра „История на икономическите доктрини“ в университета (1936). Автор е на важни трудове по икономическа история, изследващи религията и развитието на капитализма по време на Ренесанса и Реформацията в Европа. Неговата дисертация е публикувана като „Католицизъм, капитализъм и протестантство“ през 1935 г.

### Теоретик на фашизма
Присъединява се към Националната фашистка партия. Става професор в партийното Училище по фашистки мистицизъм (Scuola di mistica fascista) в Милано.
Подкрепяйки идеите на икономическата теория за корпоративизъм, възприета и пропагандирана от фашистите, публикува статии в списание „Фашистка доктрина“ (Dottrina fascista). Той е сред 330-имата, подписали известния антисемитски „Манифест на расата“ (Manifesto della razza) от 1938 г., пише за списание „Защитата на расата“ (La difesa della razza).

Той пише:
| „ | „Някой ден Европейският континент ще бъде организиран в просторно наднационално пространство, ръководено от Италия и Германия. Тези зони ще имат авторитарни правителства и ще синхронизират своите конституции с фашистки принципи.“ | “ |

След примирието с нахлулите войски на Съюзниците Аминторе Фанфани е в изгнание в Швейцария от 17 септември 1943 до 6 юли 1945 г. Преподава в университетите в Лозана и Женева. Води университетски курсове за италиански бежанци.

### Политическа кариера
- септември 1945: ръководител на отдела за проучвания, пропаганда и печат на ХДП
- 20 април 1946 година: член на Националния съвет и Централното ръководство на ХДП
- 2 юни 1946: депутат в Учредителното събрание, член на конституционната комисия
- 1946 – 1968: депутат (член на Камарата на депутатите)
- 1947 – 1950: министър на труда
- 1951 – 1953: министър на земеделието в 6 правителства
- 16 юли 1953 – 2 август 1953: министър на вътрешните работи
- януари – февруари 1954: председател на Съвета на министрите (Първо правителството Фанфани)
- 1954 – 1959: секретар на ХДП
- юли 1958 – февруари 1959: председател на Съвета на министрите (Второ правителството Фанфани)
- 1 юли 1958 – 15 февруари 1959: министър на външните работи
- юли 1960 – февруари 1962: председател на Съвета на министрите (Трето правителство Фанфани)
- февруари 1962 – юни 1963: председател на Съвета на министрите (Четвърто правителството Фанфани)
- 7 май 1962 – 29 май 1962: министър на външните работи
- 5 март 1965 – 30 декември 1965: министър на външните работи
- 23 февруари 1966 – 24 юни 1968: министър на външните работи
- 1968 – 1999: сенатор (член на Сената на Републиката)
- 1968 – 1973: председател на Сената
- 1973 – 1975: секретар на ХДП
- 1976 – 1982: председател на Сената
- декември 1982 – август 1983: председател на Съвета на министрите (Пето правителството Фанфани)
- 1985 – 1987: председател на Сената
- 17 април 1987 – 28 юли 1987: председател на Съвета на министрите (Шесто правителството Фанфани)
- 1987 – 1988: министър на вътрешните работи
- 13 април 1988 – 22 юли 1989: министър на бюджета и икономическото планиране
- 1994 – 1996: председател на комисията по външни работи на Сената